# Оуен Мур
Оуен Мур (англ. Owen Moore; 12 грудня 1886, Міт, Ленстер, Ірландія — 9 червня 1939, Беверлі-Гіллз, Каліфорнія, США) — американський кіноактор ірландського походження. За час своєї кар'єри в кіно з 1908 по 1937 рік знявся у 279 фільмах.

## Життя та кар'єра
Овен Мур народився в Fordstown Crossroads графство Міт, Ірландія. Разом з батьками Джоном і Роуз Ганною Мур, братами Томом, Меттом, Джом (1895—1926) та сестрою Марією (1890—1919), емігрував до Сполучених Штатів, куди прибули на облавку пароплава в «Anchoria» і пройшов перевірку на острові Елліс у травні 1896 року. Сім'я оселилася в Толедо, штат Огайо; Мур та його брати і сестра почали успішну кар'єру в кіно у Голлівуді, штат Каліфорнія.

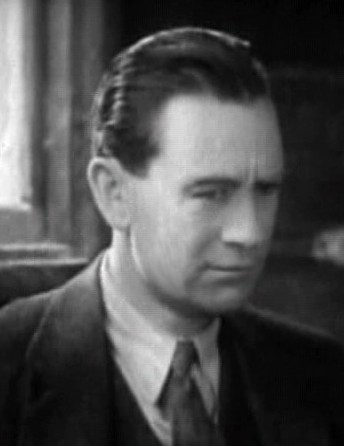
Овен Мур у 1929 році

Працюючи на кінокомпанії Девіда Гріффіта «Байограф», Мур зустрів молоду канадську акторку Гледіс Сміт, на якій одружився 7 січня 1911 року. Їх шлюб тримається в секреті спочатку через сильну протидію її матері. Проте, Гледіс Мур незабаром затьмарила чоловіка під своїм сценічним ім'ям Мері Пікфорд. У 1912 році він підписав контракт з кінокомпанією «Victor Studios», і знявся в головних ролях в декількох фільмах з провідною актрисою компанії і одночасно її співвласницею Флоренс Лоуренс.
Мері Пікфорд покинула «Biograph Studios» і почала співпрацювати з кінокомпанією «Independent Moving Pictures» (IMP), щоб замінити головну зірку компанії, канадську подругу Пікфорд, Флоренс Лоуренс. Карл Леммле власник «IMP», яка незабаром злилася з «Universal Studios», погодився прийняти на роботу також чоловіка, Оуена Мура. Це приниження, разом зі злетом дружини до слави, кардинально вплинуло на Мура, він став зловживати алкоголем, почав бити Пікфорд. У 1916 році Пікфорд зустріла актора Дугласа Фербенкса, Пікфорд подала на розлучення з Муром, і погодилася на його вимогу про виплату 100 000 $ компенсації. Пікфорд і Фербенкс одружилися всього декількома днями пізніше в 1920 році.
З'явившись в ряді успішних фільмів Льюїса Селзника, в кінці 1910-х і на початку 1920-х років, Мур був популярною зіркою в «Selznick Pictures» разом з Олів Томас, Елейн Гаммерштейн, Юджином О'Брайеном і Конвей Тіерл. Він також з'явився в фільмах власного виробництва його компанії, а також компаній Goldwyn і Triangle.
Мур одружився вдруге на актрисі німого кіно Кетрін Перрі в 1921 році. З появою звукового кіно, кар'єра Мура пішла на спад, і він грав в основному другорядні ролі. Він зіграв третього шанувальника героїні Мей Вест, поряд з Кері Грантом і Ноєм Бири (старшим) у фільмі «Вона обійшлася з ним нечесно», найприбутковішою картині «Paramount» 1933 року. Завершив кар'єру в 1937 році невеликою роллю у фільмі «Народження зірки» з Джанет Гейнор і Фредріком Марчем в головних ролях.

## Смерть
Після декількох років боротьби з алкоголізмом, Оуен Мур помер в Беверлі-Гіллз, Каліфорнія від серцевого нападу і був похований на кладовищі Голгофа в Східному Лос-Анджелесі, штат Каліфорнія.
За свій внесок в кіноіндустрію, Оуен Мур має зірку на Голлівудській алеї слави на Голлівудському бульварі 6727.

## Вибрана фільмографія
- 1908 — / Guerrilla
- 1908 — Дружина камердинера /The Valet's Wife
- 1909 — / The Honor of Thieves
- 1909 — Жертвопринесення / The Sacrifice
- 1909 — / A Rural Elopement
- 1909 — / The Criminal Hypnotist
- 1909 — / The Welcome Burglar
- 1909 — Брахма Алмазна / The Brahma Diamond
- 1909 — Самотня вілла / The Lonely Villa — грабіжник
- 1909 — Гессенські зрадники / The Hessian Renegades
- 1909 — / The Red Man's View
- 1909 — Воскресіння
- 1909 — У маленькій Італії / In Little Italy
- 1909 — Врятувати свою душу / To Save Her Soul
- 1909 — Милочка / The Little Darling
- 1909 — Прусський шпигун / The Prussian Spy
- 1909 — Мати його дружини / His Wife's Mother
- 1909 — / A Fool's Revenge
- 1909 — Серце / The Roue's Heart
- 1909 — Обман
- 1909 — Помилка грабіжника / A Burglar's Mistake
- 1909 — Два спогади / Two Memories
- 1909 — / Pippa Passes
- 1909 — Догляд гадюки / Nursing a Viper
- 1910 — Серйозні шістнадцятилітні
- 1910 — Роки Роуд / The Rocky Road
- 1910 — / What the Daisy Said
- 1910 — В прикордонних штатах / In the Border States
- 1910 — Любов в карантині / Love in Quarantine
- 1911 — Їх перша сварка / Their First Misunderstanding
- 1912 — Менше зло / The Lesser Evil
- 1913 — / So Runs the Way
- 1914 — Битва статей / The Battle of the Sexes — коханець Клео
- 1914 — / Home, Sweet Home
- 1914 — / The Escape
- 1914 — Попелюшка / Cinderella
- 1915 — / Nearly a Lady
- 1915 — Маленький вчитель / The Little Teacher — наречений вчительки
- 1916 — / Little Meena's Romance
- 1916 — Принцеса Коні-Айленда / A Coney Island Princess
- 1916 — Поцілунок / The Kiss
- 1917 — / A Girl Like That
- 1917 — / Little Boy Scout
- 1919 — / Piccadilly Jim
- 1920 — Рано чи пізно / Sooner or Later
- 1920 — / The Desperate Hero
- 1920 — / The Poor Simp
- 1921 — / The Chicken in the Case
- 1921 — Розлучення по розрахунку / A Divorce of Convenience
- 1922 — / Reported Missing
- 1922 — / Oh, Mabel Behave
- 1922 — / Love Is an Awful Thing
- 1923 — Її тимчасовий чоловік / Her Temporary Husband — Томас Бертон
- 1923 — / Modern Matrimony
- 1923 — Голлівуд / Hollywood
- 1923 — / The Silent Partner
- 1925 — Кодекс Заходу / Code of the West
- 1926 — Чорний дрізд / The Blackbird — Вест Енд Берті
- 1926 — Скайрокет / The Skyrocket
- 1926 — Одружимося? / Married?
- 1926 — / Money Talks
- 1926 — Дорога на Мандалай / The Road to Mandalay — адмірал
- 1927 — Беккі / Becky
- 1927 — Червоний млин / The Red Mill — Денніс
- 1927 — Платні танцівниці / The Taxi Dancer — Лі Роджерс
- 1928 — Актриса / The Actress — Том Вренч
- 1929 — Висока напруга / High Voltage
- 1929 — З боку вулиці / Side Street
- 1930 — Поза законом / Outside the Law — Гаррі «Пальчики» О'Делл
- 1930 — Яка вдова! / What a Widow!
- 1931 — Відважні серця і золоті руки / Stout Hearts and Willing Hands — двійник бармена 1
- 1931 — Готівкові гроші / Hush Money
- 1932 — Який ти мене бажаєш / As You Desire Me
- 1933 — Вона була неправа / She Done Him Wrong — Чик Кларк
- 1933 — Людина настрою / A Man of Sentiment